# Плешаков, Пётр Степанович

генерал-лейтенант
П. С. Плешаков

Пётр Степанович Плешаков (13 июля 1922 года — 11 сентября 1987 года, Москва) — министр радиопромышленности СССР, генерал-полковник. Герой Социалистического Труда, лауреат Ленинской премии.

## Биография
Родился 13 июля 1922 года в деревне Красный Октябрь (ныне — Уметского района Тамбовской области) в крестьянской семье. Русский.
В конце 1920-х годов семья переехала в Москву. Окончил среднюю школу № 417 в Москве. В 1939 году поступил в Московский институт инженеров связи. В 1941 году переведён на военный факультет, который и окончил в 1944 году.
С 1944 года — инженер в Научно-исследовательском испытательном институте связи Красной Армии (НИИИС). В годы Великой Отечественной войны неоднократно командировался в действующую армию (на 3-й Белорусский и Забайкальский фронты) в качестве представителя Главного управления связи Красной Армии. Награждён медалью «За боевые заслуги» (1945 год).
С 1945 года — в Центральном НИИ связи, в ЦНИИ-108. Работал инженером, младшим и старшим научным сотрудником. С 1947 года — начальник лаборатории.
В 1950—1952 годах — сотрудник отдела 5-го Главного управления Военного министерства СССР (радиотехническая разведка и радиопротиводействие). В эти годы дважды выезжал в спецкомандировки в Северную Корею для испытаний аппаратуры радиотехнической разведки в боевых условиях, участвовал в боевых действиях Корейской войны.
В 1952 году переведён в ЦНИИ-108: начальник лаборатории, начальник отдела. Под его руководством созданы и приняты на вооружение: первая отечественная широкодиапазонная авиационная автоматическая станция радиотехнической разведки «Ромб-1», аппаратура оповещения лётчика об атаке вражеских самолётов со стороны задней полусферы, первые советские авиационные ударные ракетные комплексы с системами пассивного обнаружения и самонаведения ракет на излучающие радиолокационные цели.
С июля 1958 года — директор ЦНИИ-108 (головной институт в области развития советской боевой радиолокации), инженер-полковник.
С 1964 года — заместитель председателя Государственного комитета СССР по радиоэлектронике. С 1965 года — заместитель министра, с 1968 года — первый заместитель министра, а с 1974 года по 1987 год — министр радиопромышленности СССР.
Кандидат в члены ЦК КПСС с 1976 года, член ЦК КПСС с октября 1977 года. Депутат Совета Национальностей Верховного Совета СССР 9—11 созывов (1974—1989) от Дагестанской АССР.
Жил в Москве. Скончался 11 сентября 1987 года. Похоронен на Новодевичьем кладбище, «Новая» территория, участок 7, ряд 23, место 1 в Москве.

## Семьи
Жена (первый брак) — Жукова Руфина Борисовна (1923—2012).
Сын (от первого брака) — Плешаков Дмитрий Петрович (род. 1950).
Дочь (от первого брака) — Малыгина (Плешакова) Ольга Петровна — генеральный директор ООО «Консайт», кандидат технических наук (род. 1959).
Жена (второй брак) — Анодина, Татьяна Григорьевна — председатель Межгосударственного авиационного комитета (МАК), доктор технических наук, профессор.
Сын — Александр Плешаков — основатель и председатель совета директоров первой негосударственной авиационной компании «Трансаэро» (род. 1964).
Невестка — Ольга Плешакова — генеральный директор «Трансаэро» (род. 1966).

## Память

Могила Плешакова на Новодевичьем кладбище Москвы.

Именем Петра Степановича Плешакова названы улицы в Москве, Тамбове и Махачкале; средняя школа в поселке Умет Тамбовской области. Его имя носит одно из объединений радиопромышленности — НПО имени Плешакова, а также Избербашский радиозавод. В 2005 году открыты памятник П. С. Плешакову в Тамбове и мемориальная доска в Москве (ул. Косыгина, д. 8).

## Награды и премии
- Звание Герой Социалистического Труда (1981) с вручением ордена Ленина и медали «Серп и Молот» — за многолетнюю успешную работу в развитии советской оборонной промышленности

### Ордена СССР
- Орден Ленина (1971)
- Орден Октябрьской Революции (1976)
- Орден Трудового Красного Знамени (1966)
- Орден Отечественной войны 1-й степени (1985)
- Орден Красной Звезды (1961)

### Медали СССР
- две медали «За боевые заслуги» (1945, 1954)
- «В ознаменование 100-летия со дня рождения Владимира Ильича Ленина»,
- «За Победу над Германией в Великой Отечественной войне 1941—1945 гг.»
- «Двадцать лет Победы в Великой Отечественной войне 1941—1945 гг.»
- «Тридцать лет Победы в Великой Отечественной войне 1941—1945 гг.»
- «Сорок лет победы в Великой Отечественной войне 1941—1945 гг.»
- «Ветеран Вооружённых Сил СССР»
- «За укрепление боевого содружества»
- «30 лет Советской Армии и Флота»
- «40 лет Вооруженных Сил СССР»
- «50 лет Вооружённых Сил СССР»
- «60 лет Вооружённых Сил СССР»
- «В память 800-летия Москвы»
- «В память 250-летия Ленинграда»
- «За безупречную службу 1-й степени»
- «За безупречную службу 2-й степени»

### Премии СССР
- Лауреат Ленинской премии (1959 год)
- Лауреат двух Государственных премий СССР (1968, 1984)